# منیخووو هرادیشتی
منیخووو هرادیشتی (به چکی: Mnichovo Hradiště) یک منطقهٔ مسکونی در جمهوری چک است که در ناحیه ملادا بولسلاو واقع شده‌است. منیخووو هرادیشتی ۸٬۵۳۶ نفر جمعیت دارد.

## خواهرخوانده
شهر ارتسهاوزن خواهرخواندهٔ منیخووو هرادیشتی هست.